# Casa Narcís Deu
La Casa Narcís Deu és un edifici del barri de les Corts de Barcelona, catalogat com a bé cultural d'interès local. Actualment hi ha un centre de cultura, esplai i alberg juvenil de la fundació Pere Tarrés.

## Història
Va ser construïda el 1898 per Narcís Deu i Mata, un industrial dedicat a la destil·lació d'aiguardent, segons el projecte del mestre d'obres Pere Bruguera. El 1946, el sacerdot Pere Tarrés, que era metge, n'encarregà la reforma a Bartomeu Llongueras per a adaptar-la a clínica de malalts tuberculosos o amb altres malalties infeccioses: el sanatori–clínica de la Mare de Déu de la Mercè (més conegut com a clínica de la Mercè). Juntament amb el pneumòleg Gerard Manresa havien creat l'Organisme Benèfic Antituberculós (OBA) i la clínica de la Mercè va ser el primer centre de l'OBA per al tractament de malalts tuberculosos sense recursos. El mateix Pere Tarrés va ser pacient de la clínica; hi va ingressar el 17 de maig de 1950, malalt de càncer, i hi va viure fins a la seva mort el 31 d'agost del mateix any.

## Descripció
Es tracta d'un palauet unifamiliar aïllat de planta rectangular, envoltat de jardí. Consta de planta baixa, dues plantes i terrat transitable. Aquesta regularitat només es trencada per una torre d'una planta més a la façana nord, i una tribuna que ocupa les dues plantes baixes a la façana sud. La finca està rodejada per una tanca realitzada amb trams de paredat de pedra i maó vist i trams de reixa de ferro forjat, amb pilars distribuïts regularment que tenen decoracions vegetals.
La façana principal, afrontada al carrer de Numància, es troba estructurada en cinc eixos verticals de ritme regular formant una composició axial al voltant de l'accés principal. Per arribar a l'accés cal pujar un tram d'escales balustrades. El replà de l'escala anterior a l'accés esta cobert pel voladís del balcó de la primera planta pis, sustentat per dos columnes amb capitells esculturats i tancat per una balustrada de pedra. La resta d'obertures d'aquestes dues plantes presenten balcons ampitats amb reixes de ferro forjat. La planta superior en canvi presenta una tribuna amb finestres triforades a l'eix central i geminades als altres. Una cornisa en voladís sustentada per permòdols decorats dona pas al terrat. Aquest està tancat per una balustrada de pedra artificial, en la qual s'alternen trams cecs amb trams calats de decoració geomètrica que es va repetint.
Les obertures i tancaments estan realitzats amb pedra, presentant elements classicistes com les falses columnes que emmarquen les finestres de la segona planta, frontons damunt dels balcons de la planta principal, el fris situat als eixos d'obertures entre la planta baixa i la principal, etc. El parament de les façanes esta recobert per estuc i esgrafiats amb sanefes i plafons situats entre les obertures del segon pis, tots ells d'una estilitzada temàtica vegetal. Destaquen les reixes de ferro forjat dels balcons de la planta principal i les reixes que donen al carrer Numància.